# Raiffeisenbank Gunskirchen
Die Raiffeisenbank Gunskirchen ist ein Kreditinstitut mit Unternehmenssitz in Gunskirchen bei Wels.

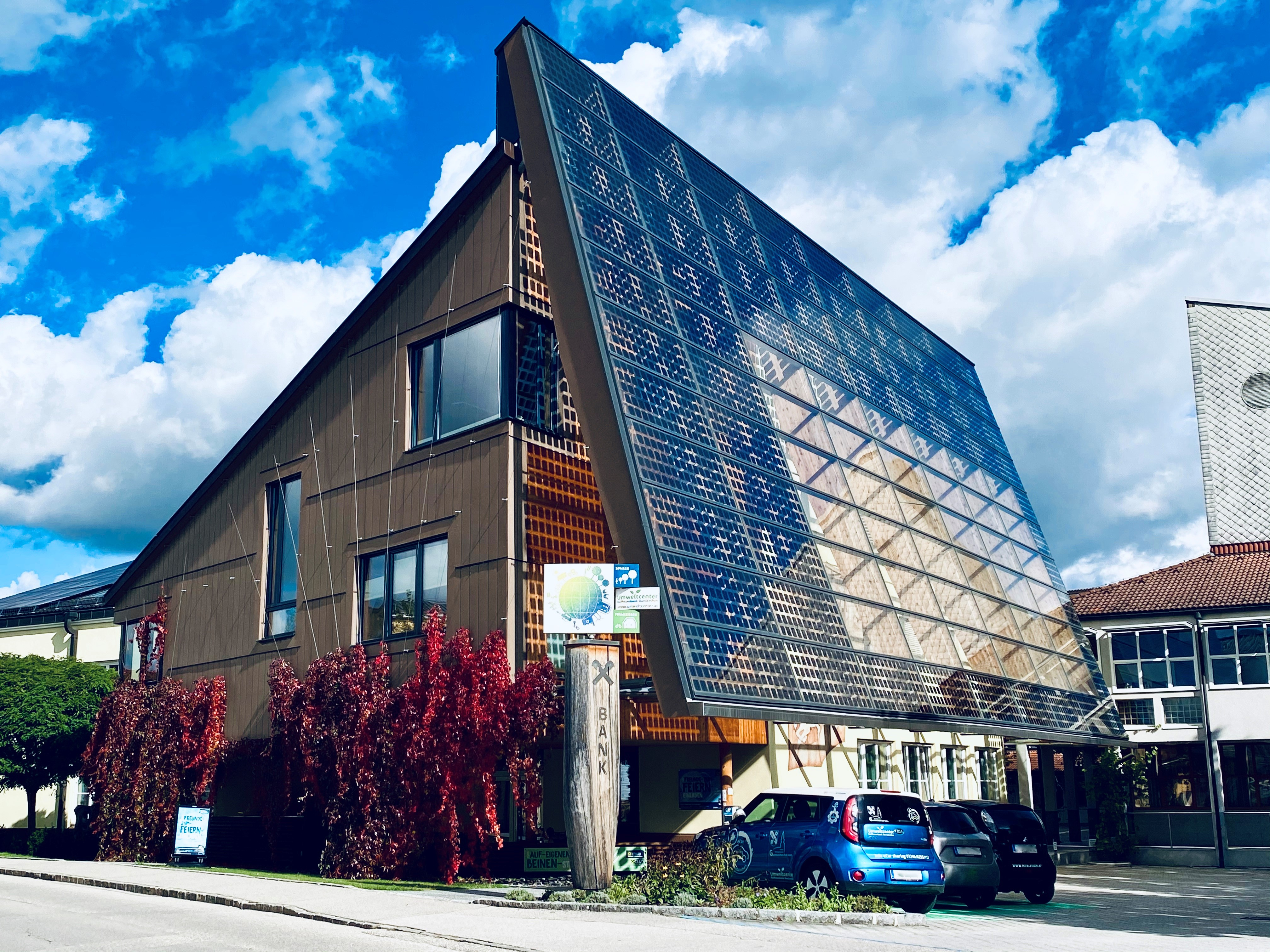

## Aufbau und Struktur
Nach der Umsetzung des Genossenschaftsgesetzes ist das oberste Ziel der Raiffeisenbank Gunskirchen die Förderung des Erwerbes oder der Wirtschaft ihrer Mitglieder. Eigentümer der Raiffeisenbank sind die Menschen in der Region, die sogenannten Mitinhaber.

## Geschichte und Struktur
Die Raiffeisenbank Gunskirchen wurde am 9. April 1898 als Vorschusskassenverein Gunskirchen ins Leben gerufen. Bis zum Jahr 1912 entwickelte sich der Vorschusskassenverein Gunskirchen zum sechstgrößten Oberösterreichs. 1939 wurde die Bezeichnung durch den heutigen Namen Raiffeisenkasse Gunskirchen abgelöst. Heute gehört die Raiffeisenbank Gunskirchen mit den Bankstellen Bachmanning, Offenhausen und Pennewang zu den 40 größten Raiffeisenbanken Oberösterreichs. Seit 2012 sind die Raiffeisenbank Gunskirchen und ihre Bankstellen Klimabündnisbetrieb.
Das Umweltcenter wurde im Jahr 2012 durch Hubert Pupeter, Geschäftsführer der Raiffeisenbank Gunskirchen, gegründet. Als „Bank in der Bank“ wird das Umweltcenter in einem separaten Rechnungskreis mit getrennter Buchhaltung geführt. Dadurch ist jederzeit nachvollziehbar, wohin das Geld fließt.

## Umweltcenter

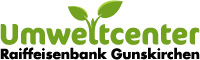
Logo des Umweltcenter

Das Umweltcenter ist eine eigenständige Abteilung der Raiffeisenbank Gunskirchen und wurde in der Presse als erste „Ökobank“ in Österreich bezeichnet.
Das Umweltcenter verbindet das traditionelle Bankgeschäft nach den Ideen von Friedrich Wilhelm Raiffeisen mit einem Umweltauftrag. Der Kunde bestimmt mit seiner Veranlagung im Umweltcenter, wohin das Geld fließt und was mit dem veranlagten Geld finanziert wird. Das Umweltcenter finanziert ausschließlich nachhaltige, ökologische und soziale Kreditprojekte mit ihren Kundeneinlagen.
Es wird die „Umweltgarantie“ gegeben, dass genau definierte ökologische Kriterien bei der Kreditvergabe eingehalten werden. Dies wird einmal jährlich durch einen externen Wirtschaftsprüfer kontrolliert und realisierte Projekte werden auf der Website dargestellt.
Mit Stand 31. Dezember 2024 hat das Umweltcenter ein Kreditvolumen von 83,4 € in 239 verschiedenen Projekte aus den Bereichen Photovoltaik, ökologisches Bauen, Biomasse, Recycling, Windkraft, innovative Ideen, biologische Landwirtschaft und E-Mobilität investiert. Die finanzierten Projekte ersparen der Umwelt 29.797 Tonnen Kohlenstoffdioxid pro Jahr. Dies entspricht dem CO2-Äquivalent von rund 220.000.000 gefahrenen Autokilometern mit einem Mittelklassewagen.
Im Jahr 2020 erhielten das Umwelt-Girokonto und die Umwelt-Sparbücher des Umweltcenters, als erste Bank in Österreich, das Österreichische Umweltzeichen für nachhaltige Finanzprodukte verliehen.